# リーヴァイ・ライプハイマー
リーヴァイ・ライプハイマー（Levi Leipheimer、1973年10月24日- ）はアメリカ合衆国のビュート・モンタナ出身の元自転車競技選手。ドイツ系（ドイツ系アメリカ人）の苗字であることから、名前もドイツ語風にレヴィ・ライプハイマーと表記する自転車競技雑誌やwebサイトもある（NHKの2007年ツール・ド・フランスのダイジェスト放送でも、この表記が使用された）。かつては姓を英語読みした「ライフェマー」という表記が多く、現在でも時々この呼び方を用いるロードレース解説者もいる。

## 経歴

### 初期のレースキャリア
もともとスキー（滑降）の選手であったが、夏場のトレーニングの一環として自転車を取り入れたのがきっかけとなり、自転車競技に転向する。
アマチュア時代の1995年、ベルギーのステージレース、ツール・ド・ナミュールで総合優勝。1996年にプロ登録選手となるが、1998年にアメリカのサターンと契約。1999年にはアメリカ合衆国選手権・個人タイムトライアルを制覇。また、同年のパンアメリカン競技大会の個人ロードレースで2位に入ったほか、カナダで開催されたツール・ド・ブオスでも総合優勝を果たした。

### 2000年～2006年シーズン
2000年、ランス・アームストロングを擁するUSポスタルサービスに移籍。翌2001年のブエルタ・ア・エスパーニャでは、総合3位に食い込む健闘を見せた。ただし、アームストロングとはチーム内では別グループだったため、いっしょに走ったことはほとんどなかったという。
2002年にラボバンクに移籍。ツール・ド・フランスに初出場し、総合8位に食い込む。さらに2004年のツール・ド・フランスでも総合9位に入った。
2005年からはゲロルシュタイナーへ移籍。アームストロングが総合7連覇を達成（ただし後日にドーピングが発覚して全成績取消、ランス・アームストロングのドーピング問題参照）したツール・ド・フランスでは総合6位に入ったほか、その後のドイツ・ツアーでは総合優勝を達成した。
2006年にはドーフィネ・リベレで総合優勝（山岳賞部門は2位）したほか、ツール・ド・フランス総合13位、ドイツ・ツアー総合2位、アメリカ合衆国選手権2位、さらにこの年より開始された、ツアー・オブ・カリフォルニアで山岳賞を獲得するなどの成績を残した。

### 2007年シーズン
2007年にUSポスタルサービスのスポンサー撤退に伴ってチーム名を変更したディスカバリー・チャンネルに移籍。シーズン当初のツアー・オブ・カリフォルニアで総合優勝を果たす。
そしてこの年のツール・ド・フランスでは、チームメイトのアルベルト・コンタドールとプレディクトールロットのカデル・エヴァンスを相手に最後まで熾烈なマイヨ・ジョーヌ争いを演じ、第19ステージの個人タイムトライアルを制するなど大健闘を見せたが、コンタドールに31秒及ばず、総合3位となった。
しかし、この年はその後もドイツ・ツアーで昨年に引き続き総合2位に入ったほか、アメリカ合衆国選手権の個人ロードレースで初優勝を果たす活躍を見せている。

### 2008年シーズン
2008年からはディスカバリーチャンネルの解散に伴い、コンタドールらとともに、アンドレアス・クレーデンらが在籍するアスタナへと移籍。同年2月、ツアー・オブ・カリフォルニアにおいて総合優勝し、連覇を果たしている。
同年のジロ・デ・イタリアではアスタナのリーダーとして出場したが、中盤ステージ以降、総合優勝を果たすことになるアルベルト・コンタドールのアシスト役に回り、自身は総合18位。その後行われたドーフィネ・リベレでは、総合優勝のアレハンドロ・バルベルデ、同2位のカデル・エヴァンスと最後まで競り合い、総合3位に入った。
8月に行われた北京オリンピックでは、個人タイムトライアルで銅メダルを獲得。ブエルタ・ア・エスパーニャではエースであるアルベルト・コンタドールのアシストを務めながらもタイムトライアルステージで2勝を挙げて、総合2位にはいる大活躍を見せた。

### 2009年シーズン
2月にツアー・オブ・カリフォルニアの総合3連覇を達成。3月にはブエルタ・ア・カスティーリャ・イ・レオンで総合優勝を遂げた。
同年のジロ・デ・イタリアでは、第12ステージの個人タイムトライアルで好走して総合3位まで浮上するが、難関山岳ステージとなった第16、第17ステージで相次いで総合上位陣から遅れてしまい、その後も挽回できずに総合6位に終わった。同年のツール・ド・フランスにも出場。しかし第12ステージの残り2km地点での落車に巻き込まれ、右手首の舟状骨を骨折。その時点で総合4位につけていながら、第13ステージに出走せずにリタイアとなってしまった。

### 2010年シーズン
2010年、チーム・レディオシャックに移籍。
- ツアー・オブ・カリフォルニア総合3位
- ツール・ド・スイス総合10位
- ツール・ド・フランス総合13位。

### 2011年シーズン
- パリ〜ニース 総合8位。
- カタルーニャ一周では、第6ステージまで総合2位につけていたが、最終第7ステージ前、胃痛のためリタイアした。
- ツアー・オブ・カリフォルニア 総合2位
- ツール・ド・スイス 総合優勝。最終日(9日目)のタイムトライアルで4秒差の総合優勝を獲得した。
- USA・プロ・サイクリング・チャレンジ 初代総合優勝
- グランプリ・シクリスト・ド・ケベック 5位

### 2012年
オメガファーマ・クイックステップに移籍。
- ツール・ド・サンルイス 総合優勝
- ツール・ド・スイス 総合3位
- USA・プロ・サイクリング・チャレンジ 総合3位

10月10日、過去にドーピングを行っていた事を認め、全米アンチドーピング機関(USADA)は6ヶ月の出場停止と1999年6月1日～2006年7月30日、2007年7月7日～29日の成績を剥奪する処分を下した。

その後、2013年5月にインタビューに答え、出場停止期間明けに新たなオファーがなく、そのまま引退したことを明かした。

## タイプ
山岳コースを得意としており、タイムトライアルでも好成績を残している。対してワンデイレースにおける実績はあまりなく、ステージレース向きの選手であるといえる。